# Sommet d'un nuage
Pour les articles homonymes, voir Sommet.

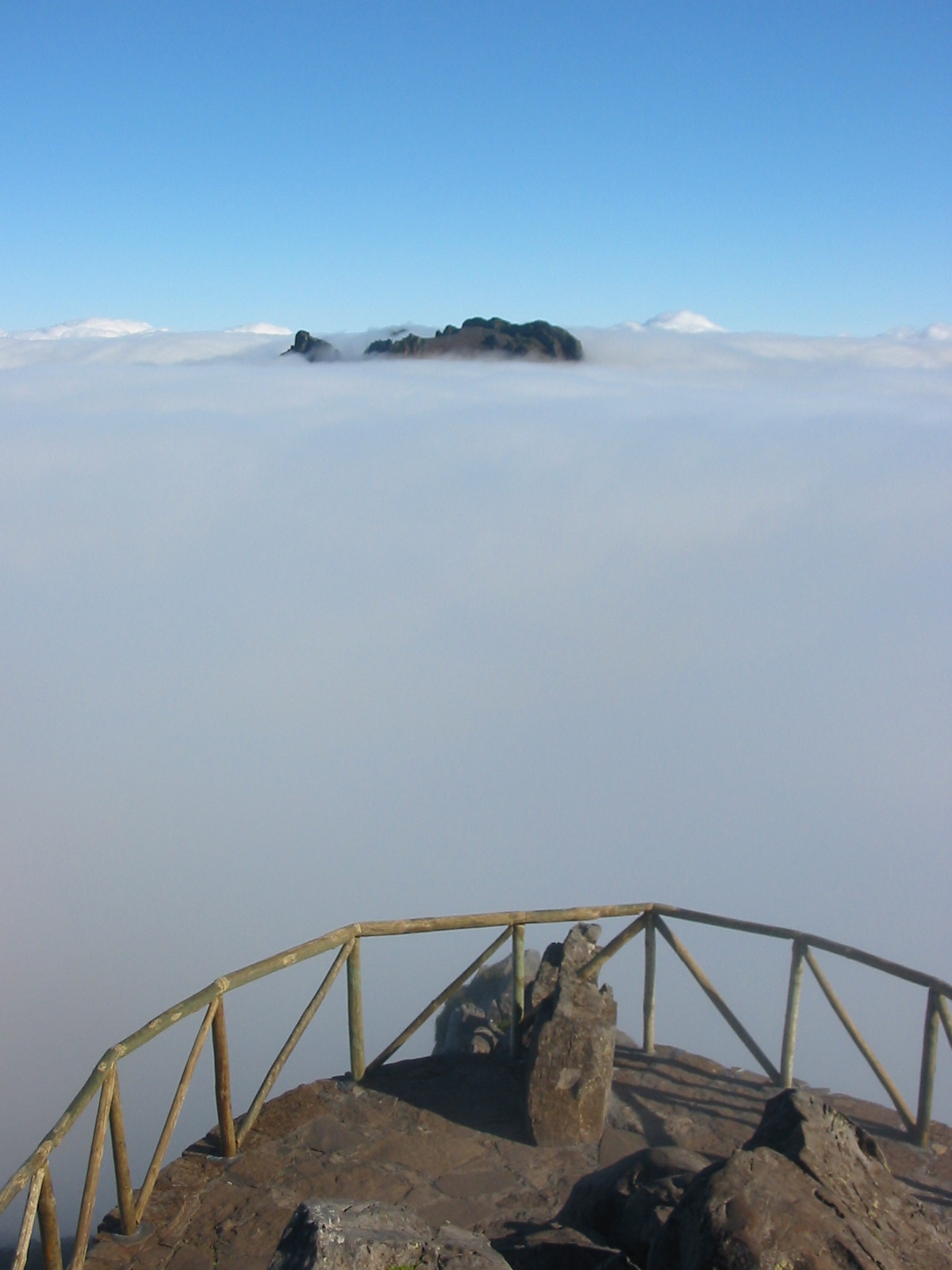
Vue de sommets uniformes des nuages depuis une montagne

Le sommet d'un nuage est le niveau le plus élevé au-dessus du sol auquel, pour un nuage ou une couche nuageuse déterminés, l'air contient une quantité perceptible de particules nuageuses. Il est généralement mesuré en pieds ou en mètres mais peut également être donné par le niveau de pression atmosphérique (en hPa) qu'il atteint. 
Les sommets dépendent du type de nuage et de l'humidité relative au-dessus de ceux-ci. Les nuages stratiformes, dus à un mouvement vertical uniforme de la masse d'air, donneront des sommets relativement uniformes, alors que les nuages convectifs varieront grandement en hauteur. De manière générale, la hauteur du sommet des nuages est cependant plus variables que celle de leur base.

## Mesure
Si les nuages sont épars, il est possible d'obtenir leur sommet en utilisant un théodolite mais il s'agit là d'une méthode peu courante. Plus couramment, il est rapporté par les avions, en particulier lorsqu'ils sont en montée ou en descente.
Il est aussi possible de l'estimer en notant la hauteur où se termine les échos d'un radar météorologique mais il s'agit d'un sous-estimation puisque ces instruments ne notent que les précipitations et que celles-ci débutent à une certaine distance sous le sommet du nuage.
Finalement, le satellite météorologique permet de mesurer la température du sommet du nuage et en utilisant des valeurs d'un radiosondage de la région, il est possible d'en déduire la hauteur.

## Utilité
Le sommet des nuages est une donnée importante pour l'aviation car elle permet de planifier le niveau de vol. De plus, l'extension verticale dans un nuage convectif permet d'estimer le courant ascendant, la possibilité de grêle ou d'autre phénomène violent dans les airs et au sol. En particulier, le sommet protubérant d'un cumulonimbus indique qu'il s'agit d'un orage supercellulaire particulièrement dangereux.
L'albédo des nuages, leur propriété à refléter les radiations solaires, dépend de la nature des particules de nuages. Plus le nuage est élevé, plus il contient des cristaux de glace qui sont de meilleurs réflecteurs.